# 西田律夫
西田 律夫（にしだ りつお）は、日本の化学生態学者。京都大学名誉教授。国際化学生態学会シルバーメダル賞、日本農芸化学会功績賞等受賞。

## 人物・経歴
三重県津市生まれ。三重県立津高等学校を経て、1972年三重大学農学部農芸化学科卒業。1977年京都大学大学院農学研究科博士課程修了。京都大学農学部助手、助教授を経て、京都大学大学院農学研究科教授。専門は化学生態学、生物有機化学で、昆虫生理活性物質の研究により、2013年度日本農芸化学会功績賞受賞。2015年京都大学名誉教授。同年には化学生態学分野で顕著な功績を挙げた研究者に贈られる国際化学生態学会シルバーメダル賞を受賞した。

## 受賞
- 1989年 農芸化学奨励賞[3]
- 1996年 日本応用動物昆虫学会賞[3]
- 2013年 日本農芸化学会功績賞[4]
- 2015年 国際化学生態学会シルバーメダル賞[6]